# Luci Fufidi
Luci Fufidi (en llatí Lucius Fufidius) va ser un jurista romà. Va defensar nombroses causes al segle ii aC, entre els anys 115 aC i 105 aC, i tenia una alta reputació com a advocat.
Marc Emili Escaure va escriure la seva autobiografia en tres llibres.